# Indiana World War Memorial Plaza
L'Indiana World War Memorial Plaza è un complesso architettonico situato a Indianapolis, nell'Indiana, costruito per onorare la memoria dei veterani della prima guerra mondiale.

## Storia

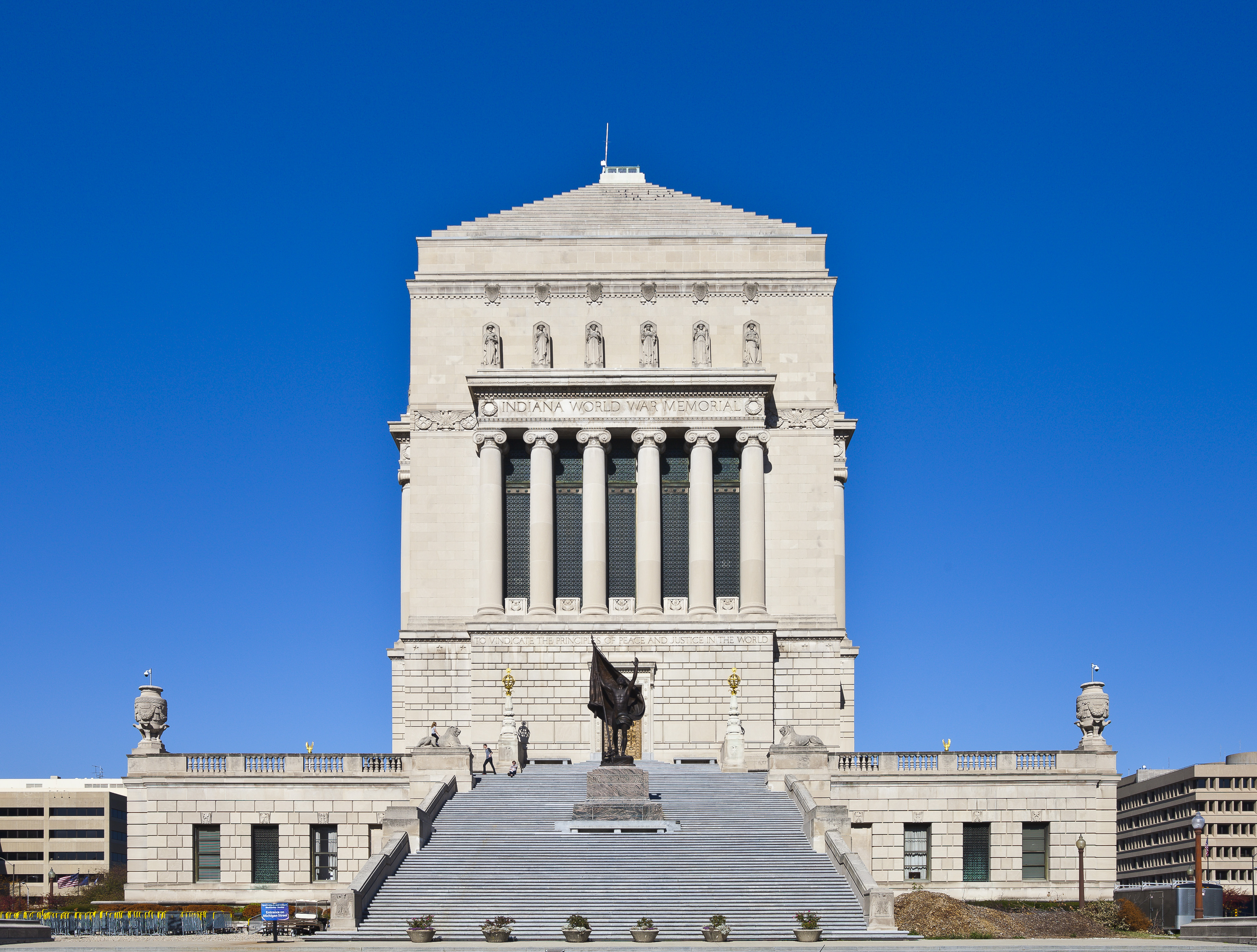
Indiana World War Memorial Plaza.

La piazza venne progettata nel 1919 per diventare il memoriale per i veterani appena tornati dalla grande guerra. Al centro è stato edificato il grande monumento simile ad un tempio e dall'11 ottobre 1994 è stata riconosciuta come monumento storico nazionale. Dal 2007 è aperto il museo omonimo.

## Descrizione
Il grande edificio posto in posizione centrale è disposto su tre piani principali. Vi sono 24 alti pilastri marmorei rossi (marmo del Vermont) che circondano la sala e al centro del soffitto una grande stella, simbolo che rappresenta il bene della nazione.
Il monumento è stato progettato dallo studio Walker & Weeks che si sono ispirati all'antico mausoleo di Alicarnasso, che fu considerato una delle sette meraviglie del mondo. Costruito su un enorme piedistallo rialzato, su ogni faccia è ornato di colonne con capitello ionico.